# Corinne Gallant
Pour les articles homonymes, voir Gallant.
Corinne Gallant, C.M., est une philosophe et professeure acadienne canadienne, née en 1922 à Moncton au Nouveau-Brunswick et décédée dans la même ville le 24 juillet 2018,. Elle est reconnue pour son militantisme féministe et ses travaux sur les droits des Acadiens, en particulier les droits du français comme langue officielle.

## Parcours
Elle est l'une des premières femmes à avoir accompli des études doctorales et obtenu un doctorat en philosophie. Sa carrière professorale à l'Université de Moncton et son engagement féministe l'ont menés à  mettre en place le premier cours sur le féminisme à l'Université de Moncton, cours qu'elle dirigea jusqu'à sa retraite en 1994. Elle a été vice-doyenne de la faculté des arts et directrice du programme de philosophie de l'Université de Moncton. Elle a publié de nombreux travaux dont le livre sur la philosophie féministe « La philosophie... au féminin, éditions d'Acadie, Moncton, 1984 ». 
Elle a été présidente de la première organisation nationale de chercheuses féminines, l’Institut canadien de recherche sur les femmes (ICREF). Elle a ainsi coprésidé un comité de travail ayant mené à la création du Conseil consultatif sur la condition de la femme au Nouveau-Brunswick et a présidé l'Institut canadien de recherche sur les femmes. Mme Gallant, grande militante pour la cause féminine, a aussi contribué à l'établissement du premier refuge pour femmes battues à Moncton. Elle a énormément milité pour les droits des acadiens et acadiennes, en particulier les droits du français comme langue officielle. L'action militante, de cette femme engagée, s'inscrit aussi dans d'autres domaines, comme les arts (avec ses écrits sur le soutien au Théatre de l'Escaouette à Moncton) ou encore la cause environnementale (pour le rehaussement des rives de la rivière Petitcodiac).
Simone LeBlanc-Rainville a publié une biographie de Corinne Gallant intitulé « Corinne Gallant : Une pionnière du féminisme en Acadie, Institut d'études acadiennes, 2012 ».

### Biographie
Corinne Gallant a été membre de la Congrégation des Religieuses Notre-Dame-du-Sacré-Cœur pendant plus de 26 ans avant de redevenir une personne laïque en 1970. 

## Distinctions
- 2014 : Prix des droits de la personne du Nouveau-Brunswick[6]
- 2012 : Prix du Gouverneur général en commémoration de l’affaire «personne»[7]
- 2012 : Membre de l'Ordre de Moncton[1]
- 1989 : Membre de l'Ordre du Canada[8]